# Tegernseer Briefsammlung
Die Tegernseer Briefsammlung ist eine bedeutende Sammlung von 306 lateinischen Briefen, die zwischen 1178 und 1186 in einen Sammelcodex des Klosters Tegernsee eingetragen wurde. Dieser Codex, der heute unter der Signatur clm 19411 in der Bayerischen Staatsbibliothek aufbewahrt wird, stellte eine thematisch geschlossene, große Textsammlung zur Briefkunst (ars dictaminis) dar; er enthält neben der Briefsammlung auch Auszüge aus den Gesta Friderici des Otto von Freising mit allen Briefen und Urkunden, Alberichs von Montecassino Breviarium de dictamine, die Praecepta dictaminum des Adalbertus Samaritanus, die Briefmuster des Henricus Francigena, eine berühmte Liebesbriefmustersammlung (s. u.), Wipos und Otlohs Sinnspruchsammlungen, den Ludus de Antichristo, Gedichte über die Taten des Herakles und weiteres Material zur Erlernung der Ars dictaminis.
Von den Briefen der Sammlung sind etwa die Hälfte echte Schreiben aus der Tegernseer Kanzlei zu reichs- und lokalpolitischen Ereignissen des 12. Jahrhunderts. Die restlichen Briefe, inhaltlich teilweise dem Anfang des 11. Jahrhunderts zuzuordnen, haben Angelegenheiten des klösterlichen Alltags zum Thema. Diese Schreiben dürften überwiegend – ohne echten Anlass – als Musterbriefe verfasst worden sein.
Auch für die deutsche Literatur hat die Tegernseer Briefsammlung einige Berühmtheit: In dem Codex finden sich verstreut elf lateinische Liebes- und Freundschaftsbriefe, von denen zwei am Ende in mittelhochdeutsche Verse oder Reimprosa wechseln. Das bekannte Dû bist mîn, ich bin dîn ist einer dieser Briefschlüsse. Aus welchem Umfeld die Liebesbriefe stammen, ist ebenso umstritten wie ihre Echtheit oder Fiktivität. Da sowohl die Absender wie auch die Adressaten überwiegend weiblich sind (Klosterschülerinnen, Stiftsdamen?), können die Briefe in keinem Fall – egal ob Musterbriefe oder Überbleibsel echter Korrespondenz – aus dem Männerkloster Tegernsee stammen. Der kulturelle Hintergrund solcher Liebesrhetorik in einem gebildeten geistlichen Milieu und die Berührungen zwischen früher deutscher Liebeslyrik und lateinischer Sprachkunst sind Gegenstand aktueller Forschung.